# Žnidarič
Žnidarič  je priimek več znanih Slovencev:
- Aleš Žnidarič (*1963), gradbenik, direktor Zavoda za gradbeništvo Slovenije (2019-)
- Boris Žnidarič (*1948), policist, obramboslovec/varstvoslovec, veteran vojne za Slovenijo, državni sekretar, strokovnjak za zavarovalništvo
- Breda Žnidarič, novinarka, urednica
- Marjan Žnidarič (*1946), zgodovinar, kustos - muzealec, knjižničar, založnik
- Marko Žnidarič, matematični/kvantni fizik, univ. prof.;  cestni in gorski kolesar
- Mia Žnidarič (*1962), jazz vokalistka (pevka)
- Tone Žnidarič- Štefan (1913—1944), partizanski komandant